# Мелентьев, Александр Прокопьевич
Алекса́ндр Проко́пьевич Меле́нтьев (13 (26) июля 1915; деревня Малое Соколово Андреевской волости Сольвычегодского уезда Вологодской губернии — 3 июня 1945, город Москва) — Герой Советского Союза (1945), подполковник (1944).

## Биография
Родился 13 (26) июля 1915 года в деревне Малое Соколово Андреевской волости Сольвычегодского уезда Вологодской губернии. В 1932 году окончил 7 классов школы в Котласе, в 1935 году — Лимендский речной техникум (город Котлас), в 1936 году — 1 курс Ленинградского института водного транспорта.
В армии с августа 1936 года. До июня 1938 года обучался в Ленинградском пехотном училище, в мае 1939 года окончил Минское пехотное училище. Служил в пехоте командиром взвода курсантов и помощником начальника полковой школы (в Белорусском военном округе).
Участник похода советских войск в Западную Белоруссию в сентябре 1939 года в должности помощника начальника штаба 729-го стрелкового полка.
В октябре-декабре 1939 — командир роты курсантов Минского пехотного училища. В январе 1940 года окончил курсы военных переводчиков (город Смоленск).
Участник советско-финской войны: в январе-марте 1940 — помощник начальника штаба и командир батальона 252-го стрелкового полка. Был ранен в правую ногу.
Служил помощником начальника штаба стрелкового полка (в Ленинградском военном округе). В 1941 году заочно окончил 1 курс Ленинградского филиала Военной академии имени М. В. Фрунзе.
Участник Великой Отечественной войны: в июне-июле 1941 — начальник штаба 252-го стрелкового полка (Северный и Северо-Западный фронты). Участвовал в обороне Ленинграда. В июле 1941 года ранен в грудь и руку. В октябре 1941 — начальник штаба 11-го моторизованного стрелкового батальона 11-й танковой бригады (Брянский фронт). Участвовал в Орловско-Брянской операции. 10 октября 1941 года ранен в правую ногу и отправлен в госпиталь.
С декабря 1941 — начальник разведывательного отделения штаба формирующейся стрелковой дивизии (в Южно-Уральском и Приволжском военных округах).
В июле-сентябре 1942 — начальник оперативного отделения штаба 206-й стрелковой дивизии (Воронежский фронт). Участвовал в Воронежско-Ворошиловградской операции и оборонительных боях на воронежском направлении. 26 сентября 1942 года ранен в левую ногу и отправлен в госпиталь. В декабре 1942 — феврале 1944 — начальник оперативного отделения штаба 25-й гвардейской стрелковой дивизии (Воронежский и 2-й Украинский фронты). Участвовал в Острогожско-Россошанской, Воронежско-Касторненской, Харьковских наступательной и оборонительной операциях, освобождении Донбасса и битве за Днепр, Корсунь-Шевченковской операции.
Служивший под его командованием будущий Герой Советского Союза А. Н. Потёмкин в своих воспоминаниях называет Мелентьева офицером грамотным и спокойным, высокой штабной культуры.
В феврале-июне 1944 — командир 81-го гвардейского стрелкового полка, в июне-декабре 1944 — командир 3-го ударно-штурмового полка 53-й армии. Воевал на 2-м Украинском фронте. Участвовал в Уманско-Ботошанской, Ясско-Кишинёвской, Дебреценской и Будапештской операциях.
Особо отличился в ходе Будапештской операции. 7 ноября 1944 года грамотно и умело организовал форсирование реки Тиса в районе деревни Тисаервэнь (ныне — в черте города Тисафюред, Венгрия) и прорыв вражеской обороны на её западном берегу, создав условия для успешного развития боевых действий других частей 53-й армии. За время войны был контужен и четыре раза ранен.
За умелое командование полком и проявленные мужество и героизм указом Президиума Верховного Совета СССР от 24 марта 1945 года гвардии подполковнику Мелентьеву Александру Прокопьевичу присвоено звание Героя Советского Союза с вручением ордена Ленина и медали «Золотая Звезда».
С декабря 1944 года обучался в Военной академии имени М. В. Фрунзе. Погиб 3 июня 1945 года, попав под машину на Октябрьской площади. Похоронен на Новодевичьем кладбище в Москве.

## Награды
- Герой Советского Союза (24.03.1945);
- орден Ленина (24.03.1945);
- два ордена Красного Знамени (5.10.1943; 10.10.1944);
- орден Красной Звезды (30.01.1943);
- медаль «За боевые заслуги» (21.03.1940);
- другие медали.

## Память
- В городе Котлас именем А. П. Мелентьева названа улица.
- В городе Котлас на здании школы, в которой учился А. П. Мелентьев; на улице, носящей его имя, и на мемориальной стене в городском парке культуры установлены мемориальные доски.